# おむすびコロコロ
おむすびコロコロは、日本の女性アイドルグループ。BLUE ROSE所属。

## 概要
- 清楚をテーマにした5人組ユニットで、アイドルカレッジの派生ユニットとして結成。
- コンセプトは『あなたと私の縁を結び、国民的な食べ物から国民的なアイドルに！』
- メンバーそれぞれに担当「具」がある。
- メンバーカラーはなく、ユニットのイメージカラーは白。
- ファンの愛称は「おこめ」。

## 来歴

### 2022年
- 5月7日、アイドルカレッジ東名阪ツアー東京公演にて始動[1]。
- 同26日、青山RiZMでの対バンにてお披露目ライブ。
- 7月3日、青山RiZMにて1stワンマン公演を開催。
- 11月28日、SHIBUYA DIVEにて2ndワンマン公演。楽曲「オレンジになりたい僕」はドラマ「恋活」のオープニングテーマに採用された[2][3]。

### 2023年
- 4月15日、浅草花劇場にて3rdワンマン。

### 2024年
- 3月8日、初台DOORSにて、4thワンマン。初期メンバーでのラストワンマン。
- 12月11日、BLUE ROSE主催ライブにて、新体制メンバー発表。

### 2025年
- 1月17日、GOTANDA G4にて、新体制お披露目ライブ　開催予定。

## メンバー

### 現メンバー
| 氏名                           | 生年月日（年齢）      | 出身地 | 担当「具」 | プロフィール・備考                            |
| ------------------------------ | --------------------- | ------ | ---------- | --------------------------------------------- |
| 藤代梨々花 （ふじしろ りりか） | 1999年1月30日（26歳） | 千葉県 | こんぶ     | 2022年結成時メンバー アイドルカレッジ兼任     |
| 島田詩音 （しまだ ことね）     | 2006年6月30日（18歳） | 東京都 | しゃけ     | 2022年結成時メンバー アイドルカレッジ兼任     |
| 渡邉希奏 （わたなべ まかな）   | 2005年9月30日（19歳） | 東京都 | 梅         | 2024年12月11日加入 アイドルカレッジ兼任       |
| 三ツ矢真歩 （みつや まほ）     | 1999年5月1日（25歳）  | 愛知県 | 塩         | 2024年12月11日加入 アイドルカレッジ兼任       |
| 菜乙 （なお）                  | 2005年6月27日（19歳） | 静岡県 | いくら     | 2024年12月11日加入 アイドルカレッジ候補生兼任 |
| 桜咲 （さくら）                | 2009年3月12日（16歳） | 東京都 | ツナマヨ   | 2024年12月11日加入 iTRiP兼任                  |
| 石井千鶴 （いしい ちづる）     | 2010年4月22日（14歳） |        | 明太子     | 2024年12月11日加入 アイドルカレッジ練習生兼任 |

### 元メンバー
| 氏名                       | 生年月日（年齢）       | 出身地   | 担当「具」 | プロフィール・備考                                                                                            |
| -------------------------- | ---------------------- | -------- | ---------- | --- |
| 髙桑凜羽 （たかくわ りう） | 2005年9月1日（19歳）   | 石川県   | いくら     | 2022年結成時メンバー 元：アイドルカレッジ 2024年2月15日契約解除（18歳当時）                                   |
| 堤可鈴 （つつみ かりん）   | 1999年12月27日（25歳） | 神奈川県 | 明太子     | 2022年結成時メンバー ユニットの衣装を手掛ける 元：アイドルカレッジ 元：リーダー 2024年3月24日卒業（24歳当時） |
| 高橋媛 （たかはし ひめ）   | 2004年9月20日（20歳）  | 愛媛県   | うめ       | 2022年結成時メンバー アイドルカレッジ 2024年12月11日活動終了（20歳当時）                                      |

## 作品

### シングル（配信リリース）
- 「片想いだって幸せなんだ」（2022年6月3日、TARO☆Records）
- 「サンダーストームラブ」（2022年6月10日、TARO☆Records）
- 「君だけを」（2022年6月17日、TARO☆Records）
- 「キミと青レモン」（2022年6月24日、TARO☆Records）
- 「物語のページ」（2022年7月1日、TARO☆Records）
- 「ダイスキよ」（2022年7月19日、TARO☆Records）
- 「Can't Stop Summer」（2022年12月14日、TARO☆Records）
- 「ハローエイプリル」（2022年12月14日、TARO☆Records）
- 「愛を叫んでる」（2022年12月14日、TARO☆Records）
- 「最後のメール」（2022年12月14日、TARO☆Records）
- 「オレンジになりたい僕」（2022年12月14日、TARO☆Records） 
 - ドラマ『恋活』OPテーマ

### アルバム
- 「アイノムスビ！！！！！」（2024年1月24日、TARO☆Records）